# Монтеротондо (Лука)
Монтеротондо је насеље у Италији у округу Лука, региону Тоскана.
Према процени из 2011. у насељу је живело 15 становника. Насеље се налази на надморској висини од 467 м.